# Lasse-Maja Musikalen
Lasse-Maja Musikalen är en svensk musikal med libretto av Erik Norberg och med musik komponerad av Erik Norberg och Alexander Öberg. Lasse-Maja Musikalen hade premiär på Länsteatern i Örebro 29 mars 2014 och sista föreställningen var 24 maj 2014.